# Margareta Kozuch
Margareta Anna «Maggie» Kozuch (en polaco Małgorzata Kożuch; Hamburgo, 30 de octubre de 1986) es una jugadora de voleibol y voleibol de playa alemana de origen polaco.

## Carrera

### Carrera en voleibol de salón
Kozuch comenzó su carrera en TuS Berne Hamburg. Posteriormente jugó en su ciudad natal junto a su hermana Katharina en el club de segunda división CVJM Hamburgo. En 2003 se mudó dentro de la ciudad hanseática al club TV Fischbek de la Bundesliga (desde 2006 NA. Hamburgo). Dos años después, la atacante exterior fue nominada por primera vez a la selección absoluta. El entonces seleccionador polaco, Andrzej Niemczyk, quería ficharla para la selección polaca, pero debido a la prohibición de dos años de cambio de selección, Kozuch había decidido no hacerlo. En el mismo año fue nombrada deportista del año de Hamburgo. Sin embargo, la Copa del Mundo de 2006 en Japón no fue tan exitosa; al final solo fue suficiente para el undécimo lugar. En el verano de 2007, ganó la clasificación para el Gran Premio de Europa con el equipo y terminó sexta en el Campeonato Europeo en Bélgica y Luxemburgo.
De 2007 a 2010, Kozuch jugó en la primera división italiana, primero con el Sassuolo y luego con el Asystel Volley Novara, con el que ganó la Copa CEV en 2009. En 2010/11 Margareta Kozuch jugó en Rusia con el VK Saretschje Odintsovo. Con la selección nacional se convirtió en vicecampeona del Campeonato Europeo en octubre de 2011. Después de eso, jugó en Polonia en Trefl Sopot, donde se convirtió en campeona de Polonia en 2012 junto con su colega de la selección nacional Corina Ssuschke-Voigt. En 2012-13 volvió a tocar en Italia con Yamamay Busto Arsizio. En 2013 ocupó el primer puesto con la selección en la Europaliga y volvió a ser vicecampeona del Campeonato Europeo. Después de eso, se mudó a la Superliga de Azerbaiyán a Azerrail Baku.
En la temporada 2014-15, Kozuch jugó en China con el Shanghái Eastbest y nuevamente en Italia con Rebecchi Piacenza. En el verano de 2015 se unió al campeón italiano Pomì Casalmaggiore, con quien ganó la Liga de Campeones de 2016. Después de eso, Kozuch terminó su carrera bajo techo.

### Carrera en voleibol de playa

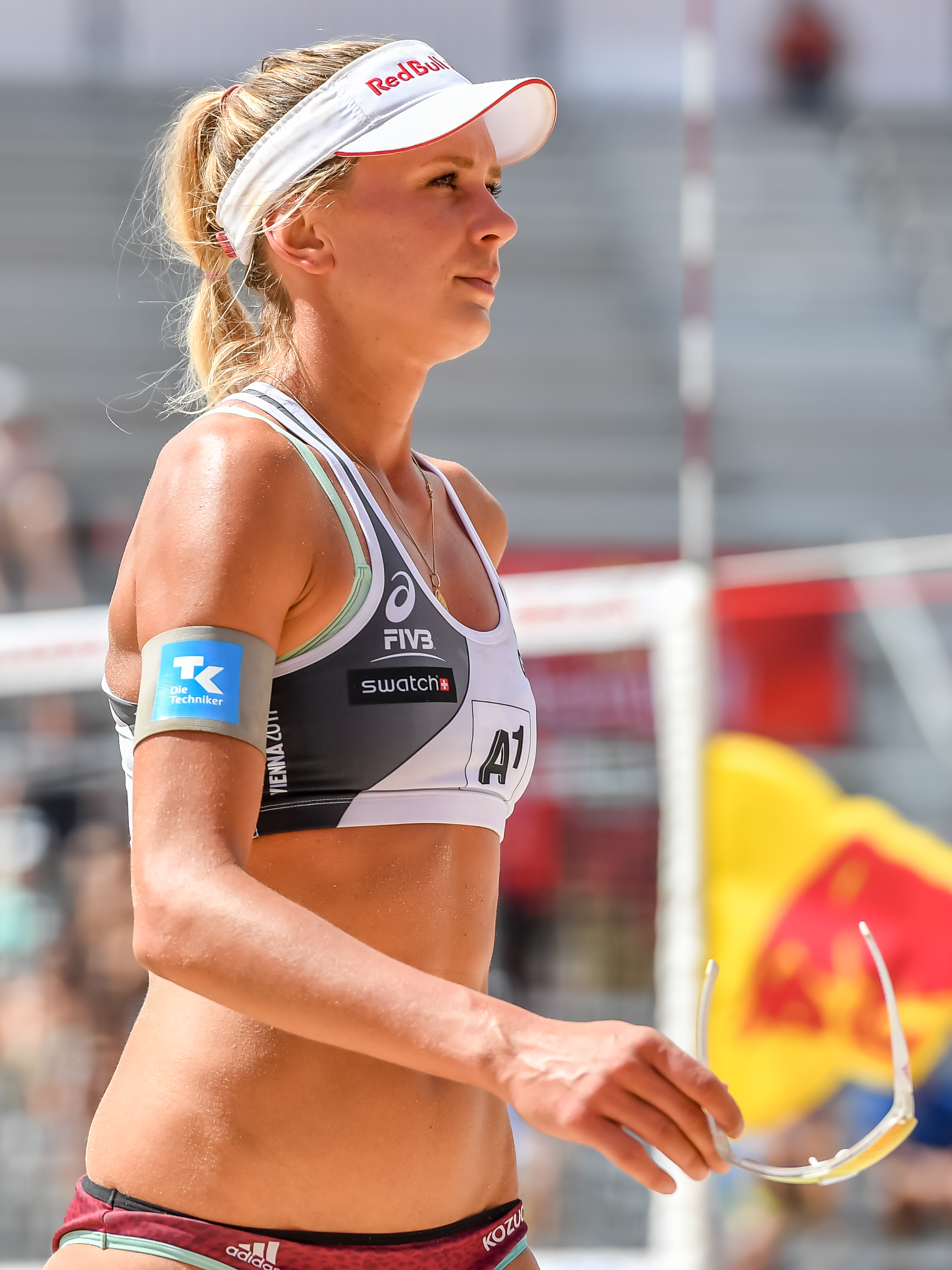
Kozuch en el Campeonato Mundial de Vóley Playa de 2017.

A partir de 2017, Kozuch jugó voleibol de playa junto a Karla Borger. En el Smart Beach Tour nacional, Borger/Kozuch terminaron en el podio en las Supercopas de Münster, Kuehlungsborn y Binz. El mejor resultado en el Circuito Mundial de la FIVB fue un quinto lugar en el torneo de 3 estrellas en Moscú. Para el Campeonato Mundial en Viena, Borger/Kozuch recibieron uno de los tres comodines y terminaron 17.º. En el Campeonato Europeo de Jūrmala, Borger/Kozuch llegaron a los octavos de final como campeonas de grupo, en los que perdieron ante las eventuales campeonas Glenzke/Großner y terminaron novenas. En el campeonato alemán perdieron en las semifinales ante las eventuales ganadoras Laboureur/Sude y ganaron el partido por el tercer puesto contra Bieneck/Schneider. En noviembre, Borger/Kozuch recibió el estatus de «selección nacional alemana» de la Federación Alemana de Voleibol (DVV). El mejor resultado de Borger/Kozuch en el World Tour 2018 fue un tercer lugar en el torneo de 4 estrellas en Ostrava.
Después de que Kira Walkenhorst se retirara, Kozuch comenzó el 2019 junto a la campeona olímpica y mundial Laura Ludwig para HSV. Después de resultados mixtos, Kozuch/Ludwig se convirtieron en subcampeonas de Alemania al final de la temporada 2019 y ganaron la final del World Tour en Roma. En 2020, Kozuch/Ludwig volvieron a estar en la final del campeonato alemán, que perdieron ante Sandra Ittlinger y Chantal Laboureur.
En 2021, Kozuch/Ludwig participó en los Juegos Olímpicos de Tokio. Luego de una victoria y una derrota en la ronda preliminar, derrotaron a las brasileñas Ágatha/Duda en los octavos de final y fueron eliminadas por las estadounidenses Klineman/Ross en cuartos de final. Kozuch luego se tomó un descanso largo de la competencia.

## Vida personal
Kozuch es vegetariana y ocasionalmente come vegana. Ella atribuye sus éxitos a esta dieta. En julio de 2022, Kozuch dio a luz a un niño junto a su novio italiano Nicolò Gorla.